# 曼德勒副棘鰍
曼德勒副棘鰍（學名：Paracanthocobitis mandalayensis），為輻鰭魚綱鯉形目條鰍科副棘鰍屬的其中一種。分布於亞洲緬甸東北部的伊洛瓦底江流域及泰國西北部湄南河流域，體長可達8.8公分，棲息在河川底層水域，生活習性不明。

## 扩展阅读
維基物種上的相關：曼德勒副棘鰍